# Валентина Діуф
Валентина Діуф (нар. 10 січня 1993, Мілан) — італійська волейболістка. Півфіналістка чемпіонату світу 2014 року. Переможниця молодіжного чемпіонату світу і континентальній першості серед юніорів. Фіналістка Ліги чемпіонів і Кубка ЄКВ.

## Із біографії
Діуф народилася в Мілані, батько — уродженець Сенегалу, а мати — італійка. У сезоні 2016/2017 її визнали найкращою спортсменкою Кубка Європейської конфедерації волейболу.
Виступала зі своєю збірною на чемпіонаті світу 2014 року . Там її команда посіла четверте місце після поразки від Бразилії з рахунком 2–3 у матчі за бронзову медаль.

## Клуби

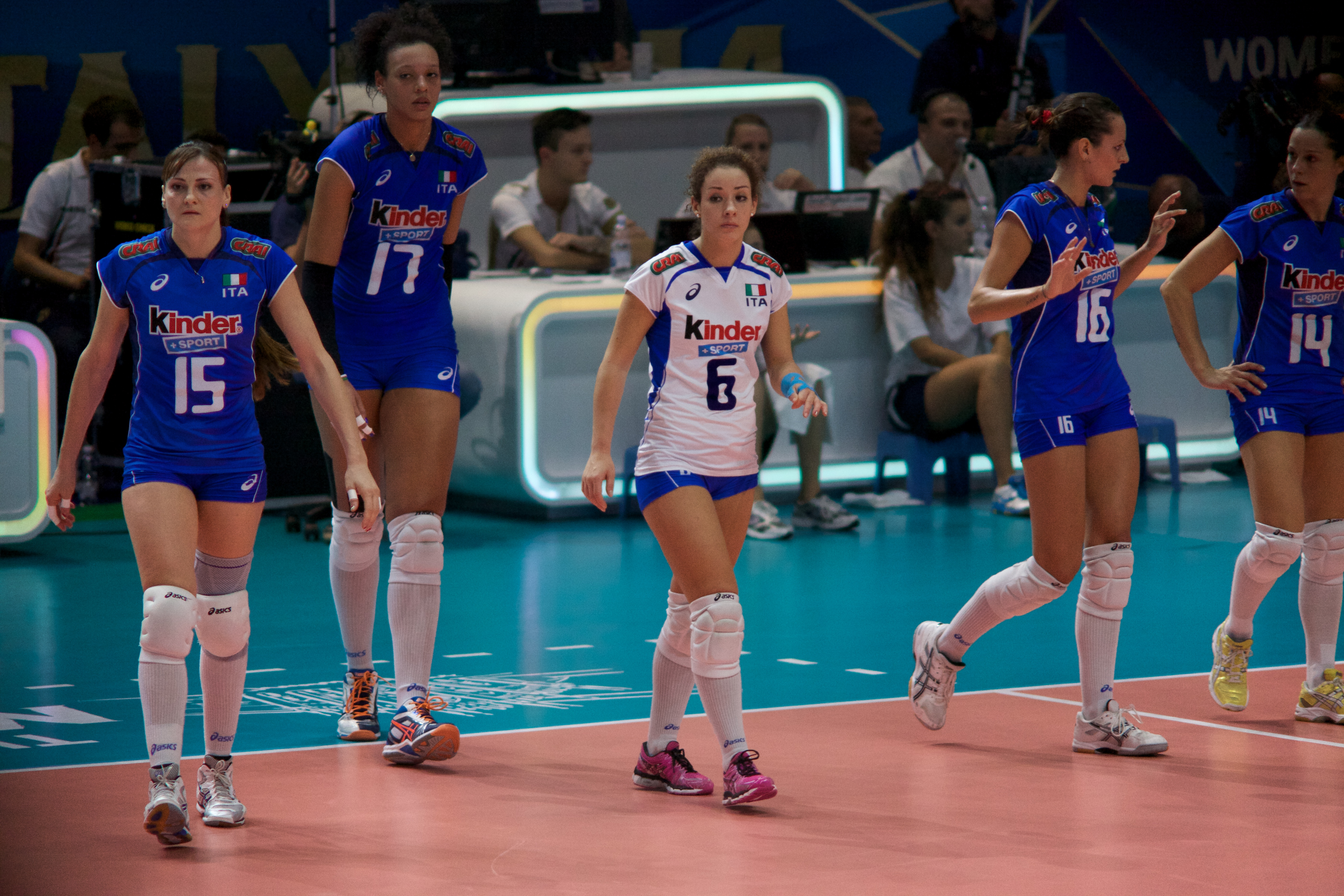
Волейболістки збірної Італії на чемпіонаті світу 2014 року: Антонелла Дель Коре, Валентиена Діуф, Моніка Де Дженнаро, Катерина Босетті, Елеонора Ло Б'янко.

| Роки      | Команди             |
| --------- | ------------------- |
| 2008—2011 | «Клуб Італія» (Рим) |
| 2011—2014 | «Воллей Бергамо»    |
| 2014—2015 | «Бусто-Арсіціо»     |
| 2015—2016 | «Лю-Джо Модена»     |
| 2016—2018 | «Бусто-Арсіціо»     |
| 2018—2019 | СЕСІ (Бауру)        |
| 2019—2021 | «Теджон»            |
| 2021—2022 | «Перуджа»           |
| 2022–2024 | ЛКС (Лодзь)         |
| 2024–     | «Мюлуз»             |

## Досягнення
Ліга чемпіонів ЄКВ
- Друге місце (1): 2015

Кубок ЄКВ
- Друге місце (1): 2017

Кубок Італії
- Друге місце (1): 2014

Суперкубок Італії
- Перше місце (1): 2011

Чемпіонат штату Сан-Паулу (Бразилія)
- Перше місце (1): 2018

Чемпіонат Польщі
- Перше місце (1): 2023
- Друге місце (1): 2022

Кубок Польщі
- Друге місце (2): 2023, 2024